# Ilia Topuria
Ilia Topuria (georgisch ილია თოფურია; * 21. Januar 1997 in Halle) ist ein spanischer Mixed-Martial-Arts-Sportler georgischer Herkunft, der in der Kategorie Leichtgewicht der UFC (Ultimate Fighting Championship) kämpft. Am 17. Februar 2024 eroberte er bei UFC 298 gegen Alexander Volkanovski den Titel im Federgewicht. Nach einer erfolgreichen Titelverteidigung gegen Max Holloway wechselte er in die Leichtgewichtsklasse und eroberte am 28. Juni 2025 den Titel gegen Charles Oliveira.

## Werdegang
Topuria wurde in Halle, Deutschland, als Sohn georgischer Eltern geboren. Im Alter von sieben Jahren übersiedelte er mit seiner Familie nach Georgien. Er begann bereits in der Grundschule mit Kyokushin und Ringen im griechisch-römischen Stil. Im Alter von 15 Jahren zog er ins spanische Alicante, wo er im Climent Club begann Mixed-Martial-Arts zu trainieren. Auf Amateurebene gewann er im Jahr 2014 die Arnold-Schwarzenegger-Meisterschaft, Arnold Fighters und belegte einen zweiten Platz in der Brazilian Jiu-Jitsu-Europameisterschaft in der Junioren-Kategorie. Er arbeitete während seiner Zeit als Amateur unter anderem als private Sicherheitskraft und Kassierer. 2015 debütierte er als Profi bei lokalen Promotern in Spanien. Im April 2018 gewann er beim Cage MMA Finland gegen Mika Hämäläinen seinen ersten internationalen Profikampf. Am 16. Juni 2018 traf er beim Cage Warriors 94 in Antwerpen im Bantamgewicht auf Brian Bouland und gewann durch Aufgabe in der ersten Runde. Ursprünglich als Titelkampf geplant, konnte Topuria jedoch nicht den Gürtel holen, da er das Gewichtslimit überschritten hatte. Im Anschluss bestritt Ilia Topuria im Jahr 2019 zwei Kämpfe für die Brave Combat Federation, die er gegen Luis Gómez und Steven Goncalves jeweils mittels Aufgabe bzw. K. o. für sich entschied.
Am 10. Oktober 2020 feierte Ilia Topuria sein UFC-Debüt mit einem einstimmigen Punktsieg gegen Youssef Zalal. Es folgten weitere Siege gegen die US-amerikaner Damon Jackson und Ryan Hall. Bei der UFC Fight Night 204 trat er gegen den Engländer Jai Herbert erstmals im Leichtgewicht an und gewann seinen Kampf durch K. o. in der zweiten Runde. Nach weiteren Siegen gegen Bryce Mitchell und Josh Emmett, kämpfte er am 17. Februar 2024 gegen den seit 15. Dezember 2019 regierenden UFC-Titelträger im Federgewicht, dem Australier Alexander Volkanovski. Der Außenseiter Ilia Topuria konnte sich durch technischen K. o. nach 3:32 Minuten der zweiten Runde durchsetzen und gewann den UFC-Federgewichtstitel. Seine erste Titelverteidigung fand am 26. Oktober 2024 gegen Max Holloway in Abu Dhabi statt. Auch hier konnte er sich durch technischen KO durchsetzen, diesmal in der dritten Runde. Ilia Topuria äußerte wenig später seinen Wunsch in die Leichtgewichtsklasse zu wechseln, sein Federgewichtstitel wurde demnach vakant erklärt. Am 28. Juni 2025 traf er schließlich beim UFC 317 um den ebenfalls vakanten Leichtgewichtstitel auf den Brasilianer Charles Oliveira. Ilia Topuria konnte den Kampf bereits nach 2:27 Minuten der ersten Runde durch KO für sich entscheiden und eroberte den Gürtel in der Klasse bis 70,3 kg.
Topuria wohnt in Alicante (Spanien) und trainiert beim Team Topuria. Zuvor war er Mitglied des Climent Club Teams, das er 2025 zusammen mit seinem Bruder Aleksandre Topuria verlassen hat. Dort trainierte er unter anderem Brazilian Jiu-Jitsu, Ringen, Boxen und Grappling. Er trägt im Brazilian Jiu-Jitsu einen schwarzen Gürtel. Im März 2024 erwarb Ilia Topuria die spanische Staatsbürgerschaft.

## MMA-Erfolge
Ultimate Fighting Championship
- UFC Featherweight Championship (17. Februar 2024 bis 12. April 2025)
- UFC Lightweight Championship (seit 28. Juni 2025)

## MMA-Kampfstatistik
| Ergebnis | Bilanz fix | Gegner                    | Methode                            | Veranstaltung                             | Datum         | Runde | Zeit | Ort                   | Notiz |
| -------- | ---------- | ------------------------- | ---------------------------------- | ----------------------------------------- | ------------- | ----- | ---- | --------------------- | --- |
| Sieg     | 17-0       | Charles Oliveira          | KO (Punches)                       | UFC 317: Topuria vs. Oliveira             | 28. Juni 2025 | 1     | 2:27 | Las Vegas, Nevada     | UFC Leichtgewicht Titelkampf |
| Sieg     | 16-0       | Max Holloway              | TKO (Punches)                      | UFC 308: Topuria vs. Holloway             | 26. Okt. 2024 | 3     | 1:34 | Abu Dhabi             | UFC Federgewicht Titelkampf |
| Sieg     | 15-0       | Alexander Volkanovski     | TKO (Punches)                      | UFC 298: Volkanovski vs. Topuria          | 17. Feb. 2024 | 2     | 3:32 | Anaheim, Kalifornien  | UFC Federgewicht Titelkampf |
| Sieg     | 14-0       | Josh Emmett               | Punktesieg (einstimmig)            | UFC on ABC 5: Emmett vs. Topuria          | 24. Juni 2023 | 5     | 5:00 | Jacksonville, Florida | UFC Federgewicht |
| Sieg     | 13-0       | Bryce Mitchell            | Aufgabe (Arm-Triangle Choke)       | UFC 282: Blachowicz vs. Ankalaev          | 10. Dez. 2022 | 2     | 3:10 | Las Vegas, Nevada     | UFC Federgewicht |
| Sieg     | 12-0       | Jai Herbert               | KO (Punches)                       | UFC Fight Night 204: Volkov vs. Aspinall  | 19. März 2022 | 2     | 1:07 | London, England       | UFC Leichtgewicht, Debüt in der Leichtgewichtsklasse |
| Sieg     | 11-0       | Ryan Hall                 | KO (Punches)                       | UFC 264: Poirier vs. McGregor 3           | 10. Juni 2021 | 1     | 4:47 | Las Vegas, Nevada     | UFC Federgewicht |
| Sieg     | 10-0       | Damon Jackson             | KO (Punches)                       | UFC on ESPN 19: Hermansson vs. Vettori    | 5. Dez. 2020  | 1     | 2:38 | Las Vegas, Nevada     | UFC Federgewicht |
| Sieg     | 9-0        | Youssef Zalal             | Punktesieg (einstimmig)            | UFC Fight Night 179: Moraes vs. Sandhagen | 10. Okt. 2020 | 3     | 5:00 | Abu Dhabi             | UFC Federgewicht, UFC Debüt Topurias |
| Sieg     | 8-0        | Stephen Goncalves         | KO (Punches)                       | Brave CF 29: Torres vs. Adur              | 15. Nov. 2019 | 1     | 3:42 | Madinat Isa           | Brave CF Federgewicht |
| Sieg     | 7-0        | Luis Gómez                | Aufgabe (Triangle Straight Armbar) | Brave CF 26: Roa vs. Silvar               | 7. Sep. 2019  | 1     | 1:15 | Bogotá                | Brave CF Federgewicht, Debüt in der Brave Combat Federation |
| Sieg     | 6-0        | Brian Bouland             | Aufgabe (Anaconda Choke)           | Cage Warriors 94                          | 16. Juni 2018 | 1     | 1:39 | Antwerpen             | Cage Warriors Bantamgewicht, Debüt bei Cage Warriors, ursprünglich als Titelkampf angesetzt, aufgrund von Gewichstüberschreitung Topurias blieb der Titel vakant. |
| Sieg     | 5-0        | Mika Hämäläinen           | Aufgabe (Guillotine Choke)         | Cage 43                                   | 28. Apr. 2018 | 1     | 3:35 | Helsinki              | Cage MMA Finland Bantamgewicht |
| Sieg     | 4-0        | Jhon Guarin               | Aufgabe (Guillotine Choke)         | Mix Fight Events 2                        | 5. Nov. 2016  | 2     | 2:50 | Valencia              | MFE Federgewicht Titelkampf |
| Sieg     | 3-0        | Daniel Vásquez            | Aufgabe (Rear-Naked Choke)         | Mix Fight Events                          | 7. Mai 2016   | 1     | 1:50 | La Nucia              | MFE Federgewicht |
| Sieg     | 2-0        | Kalil Martin El Chalibi   | Aufgabe (Rear-Naked Choke)         | Climent Club - Climent Show MMA 4         | 9. Mai 2015   | 1     | 1:03 | Alicante              | Climent Show MMA Federgewicht |
| Sieg     | 1-0        | Francisco Javier Asprilla | Aufgabe (Triangle Choke)           | West Coast Warriors                       | 4. Apr. 2015  | 1     | 3:30 | Valencia              | WCW Bantamgewicht |